# Старосцин (Люблінське воєводство)
Старосцин (пол. Starościn) — село в Польщі, у гміні Камйонка Любартівського повіту Люблінського воєводства.
Населення — 489 осіб (2011).
У 1975-1998 роках село належало до Люблінського воєводства.

## Демографія
Демографічна структура станом на 31 березня 2011 року:
|          | Загалом | Допрацездатний вік | Працездатний вік | Постпрацездатний вік |
| -------- | ------- | ------------------ | ---------------- | -------------------- |
| Чоловіки | 241     | 50                 | 153              | 38                   |
| Жінки    | 248     | 47                 | 136              | 65                   |
| Разом    | 489     | 97                 | 289              | 103                  |